# Alles nur geklaut (Lied)
Alles nur geklaut ist ein Lied der Leipziger A-cappella-Gruppe Die Prinzen aus ihrem gleichnamigen Album. Das Lied erschien im September 1993 als Singleauskopplung bei Hansa/BMG Ariola Media GmbH. Die Maxisingle enthält drei verschiedene Versionen des Titelstücks sowie ein Medley.

## Inhalt
Der Song ist nach folgendem, typischem Schema aufgebaut: Erster Vers – Refrain – Zweiter Vers – Refrain – Dritter Vers – Refrain, wobei der Refrain immer, auch beim letztmaligen Auftreten, nur einmal gebracht wird.
Die Tonart ist durchgehend E-Moll.
Instrumentiert ist der Song wie folgt:
- Gesang: Lead und plakativer, mehrstimmiger Backgroundchor
- Schlagzeug: Kick im typischen 4-to-the-floor Groove, sowie durchgängige Snare, Hi-Hat und gelegentlich Tom-Toms
- Tambourin, in schnellem Tempo (nur im Refrain)
- Synthesizer: mittleres, rhythmisches Ostinato
- Elektronischer Bass

Der Song ist mit nur 2:33 in seiner Originalfassung relativ kurz gehalten. Das Tempo liegt bei ca. 160 BPM.

## Musikvideo
Zeitgleich mit der Single brachten Die Prinzen das Video heraus. In diesem Clip, der nicht mit der aus dem Radio bekannten Single-Version, sondern mit der rockigeren Version namens „Gitarrenmix“ unterlegt ist, werden Videos anderer Bands (u. a. Queen – I Want to Break Free, U2 – Numb, Robert Palmer – Addicted to Love, U96 – Love Sees No Colour, The Beloved – Sweet Harmony, ZZ Top, Peter Gabriel – Sledgehammer, The Cure – Lullaby, Genesis – I Can’t Dance, AC/DC – Big Gun, Depeche Mode – Enjoy the Silence, Pet Shop Boys – Can You Forgive Her, Kiss) parodiert.
Das Cover der Maxi-CD besteht aus einer Illustration, die einen Froschfuß zeigt, der nach einer Krone greift. Als verantwortlich für die Art Direction wird Thomas Sassenbach, für die Illustration Knut Jaspersen genannt.

## Mitwirkende
Zum Zeitpunkt der Veröffentlichung bestanden Die Prinzen aus Sebastian Krumbiegel (Gesang), Tobias Künzel (Gesang), Wolfgang Lenk (Gitarre, Gesang), Henri Schmidt (Gesang) und Jens Sembdner (Gesang).
Als Produzentin war Annette Humpe tätig. Lediglich der zweite Track der Maxi, der Gitarrenmix, wurde von Graham Laybourne produziert. Arrangeur der Aufnahmen war Wolfgang Lenk. Für die Rhythmusprogrammierung waren Andreas Herbig, Laybourne und Axel Wernecke verantwortlich. Aufgenommen und gemischt wurden die Lieder von Laybourne im „Boogie Park Studio Hamburg“. Achim Kruse erledigte das Mastering. An der Produktion des Medleys war außerdem Tolga Flim Flam Balkan beteiligt.
Sämtliche Stücke wurden verlegt bei „Moderato/G. Glueck Musik GmbH“.

## Titelliste
Auf der CD-Single-Version ist nur das erste Lied enthalten, während sich auf der B-Seite der 7″-Vinyl-Single der Gitarrenmix befindet. Die Maxiversion beinhaltet außerdem noch den A-cappella-Mix und den Mega Dance Mix.
1. Alles nur geklaut – 2:33 – (Tobias Künzel)
2. Alles nur geklaut (Gitarrenmix) – 3:15 – (Tobias Künzel)
3. Alles nur geklaut (A-cappella-Mix) – 2:33 – (Tobias Künzel)
4. Prinzen-Mischung Vol. II (Mega Dance Mix) – 6:48
  - 1X – (Sembdner, Künzel)
  - Warum hast du das getan – (Humpe, Krumbiegel)
  - Ich brauch dich gar nicht mehr – (Sembdner, Krumbiegel)
  - Bombe – (Krumbiegel, Künzel, Lenk)
  - Abgehau’n – (Krumbiegel, Künzel)
  - Vergammelte Speisen – (Humpe, Krumbiegel, Künzel)
  - Suleimann – (Humpe, Krumbiegel, Künzel)
  - Küssen verboten – (Humpe, Krumbiegel, Künzel)

## Kommerzieller Erfolg

### Chartplatzierungen
| ChartsChartplatzierungen | Höchstplatzierung | Wochen |
| ------------------------ | ----------------- | ------ |
| Deutschland (GfK)        | 4 (27 Wo.)        | 27     |
| Österreich (Ö3)          | 3 (12 Wo.)        | 12     |
| Schweiz (IFPI)           | 26 (10 Wo.)       | 10     |

| ChartsJahrescharts (1993) | Platzierung |
| ------------------------- | ----------- |
| Deutschland (GfK)         | 41          |

| ChartsJahrescharts (1994) | Platzierung |
| ------------------------- | ----------- |
| Deutschland (GfK)         | 74          |
| Österreich (Ö3)           | 30          |

### Auszeichnungen für Musikverkäufe
Im Jahr seiner Erstveröffentlichung erhielt die Single eine Goldene Schallplatte für über 250.000 verkaufte Einheiten in Deutschland. Im Februar 2025 erreichte sie für 600.000 verkaufte Einheiten Platinstatus und wurde zur bis dato meistverkauften Single der Band.
| Land/Region        | Auszeichnungen für Musikverkäufe (Land/Region, Auszeichnung, Verkäufe) | Verkäufe |
| ------------------ | ---------------------------------------------------------------------- | -------- |
| Deutschland (BVMI) | Platin                                                                 | 600.000  |
| Insgesamt          | 1× Platin ·                                                            | 600.000  |

## Coverversionen
Als Comedy zur Plagiatsaffäre des Verteidigungsministers Karl-Theodor zu Guttenberg veröffentlichte Radio ffn den Guttenberg-Song, eine umgetextete Version von Alles nur geklaut. Sie wurde am 19. Februar 2011 auf YouTube hochgeladen und kann auch auf der Website des Senders aufgerufen werden. Bereits 2007 hatte die Sängerin Sha das Lied gecovert und dabei die Strophen mit einem neuen Text versehen. Heino coverte das Lied 2013 ebenfalls für sein Album Mit freundlichen Grüßen – Jetzt erst recht!. Im Rahmen der 2015 bei VOX gesendeten 2. Staffel von Sing meinen Song – Das Tauschkonzert coverte Christina Stürmer den Titel. Eine weitere Coverversion existiert von der Dark-Metal-Band Nachtblut. Außerdem coverte die Metalcore-Band Callejon das Lied auf ihrem Coveralbum Man spricht deutsch. Die Erlanger Fun-Metal-Band J.B.O. veröffentlichte 2018 auf ihrem Album Deutsche Vita eine Coverversion mit eigenem, selbstironischem Text. Am 26. Oktober 2019 veröffentlichten Dennis und Jesko, als Reaktion auf die erneute Verschiebung des Brexit, eine umgetextete Version des Liedes auf YouTube. Im März 2021 veröffentlichten Deine Freunde eine gemeinsam mit Tobias Künzel gestaltete Version.
Im Dezember 2023 erschien der House-Track Choices von Dario Rodriguez x Iggy feat. Riku Ramajaa, welcher auf der Melodie des Originals aufbaut. Diese ist dabei modifiziert mit stärkeren Bässen, die Lyrics sind ganz andere in englischer Sprache.
Im April 2024 erschien der House-Track Erwischt von Kati K x Finch, der auf der Melodie des Originals aufbaut.